# Alexa von Porembsky
Alexa von Porembsky, född 5 juni 1908 i Ödenburg (Sopron), Österrike-Ungern, död 18 augusti 1981 i Berlin, var en tysk skådespelare. Hon scendebuterade 1925 och filmdebuterade 1928. Hon kom att spela vid olika teaterscener i Berlin, och medverkade fram till 1962 i filmer. Hon blev sedan TV-skådespelare och gjorde sin sista roll i miniserien Der Fall Maurizius 1981.

## Filmografi, urval
- 1929 – Månraketen
- 1932 – En kyss i kärlek
- 1932 – Tsarens diamant
- 1937 – Gröna hissen
- 1937 – Ogift moder
- 1938 – En stormig bröllopsresa
- 1939 – Gäckande hatten
- 1943 – Ta hand om min fru!
- 1956 – Hon glömde honom aldrig
- 1956 – Söndagsbarnet
- 1957 – Som en stormvind
- 1960 – Det sista vittnet
- 1961 – Via Mala